# Besiktning (fordon)
Besiktning innebär att ett fordon kontrolleras regelbundet så att dess användande inte äventyrar trafiksäkerheten. Det genomförs i många länder.

## Besiktning i världen

### Danmark
- I Danmark kallas besiktningen bilsyn och fordon skall liksom i Norge första gången besiktigas efter fyra år. Därefter skall fordonet besiktas vartannat år. Till 2004 hade Statens Bilinspektion monopol på bilsyn men ända sedan dess är marknaden öppen. Danska staten sålde 2004 sina aktier i Statens Bilinspektion till Applus.

### Nederländerna
- I Nederländerna är "algemene periodieke keuring" (apk) obligatoriskt med alla fordon som är tre år eller äldre.

### Norge
- I Norge är Periodisk kjøretøykontroll (PKK), eller även kallad "EU-kontroll" obligatorisk och sköts av verkstäder som Statens vegvesen godkänt. För fordon med totalvikt under 3500 kg skall första besiktningen ske efter fyra år och därefter vartannat år. För fordon med totalvikt över 3500 kg skall första besiktningen ske efter två år och därefter varje år. Det går inte att göra besiktningen i ett EU-land även om besiktningen i Norge är känd som "EU-kontroll"

### Sverige
I Sverige är besiktningen obligatorisk sedan 1965. Sedan 1 juli 2010 är den konkurrensutsatt och Styrelsen för ackreditering och teknisk kontroll ansvarar för ackreditering av besiktningsstationer. 
Vilken månad på året besiktningen senast ska ske har tidigare baserats på sista siffran i registreringsnumret, men sedan den 20 maj 2018 baseras det på när besiktningen skedde senast eller (vid första besiktningstillfället) på när fordonet togs i bruk istället för på fasta besiktningsperioder. Besiktning sker med följande intervall:
- För bilar, första gången när den är tre fordonsår gammal, andra gången två år efter första besiktningen, och därefter inom 14 månader efter föregående besiktning.
- För motorcyklar 48 månader efter att fordonet togs i trafik och därefter var 24:e månad.
- För personbilar äldre än 30 år gäller besiktning var 24:e månad (2 år mellan varje besiktning), fram till dess att fordonet blir 50 år gammalt.
- För A-traktor och snabbgående traktor B, första gången inom 4 år från att de togs i bruk, och därefter inom 2 år efter föregående besiktning.

Fordon undantagna från besiktning är:
- Veteranfordon, i bemärkelsen personbilar, lastbilar, bussar och släpvagnar, som dras av dessa som är äldre än 50 fordonsår, samt motorcyklar, som är äldre än 40 fordonsår.
- registreringsbesiktigade amatörbyggda hobbyfordon.
- tävlingsfordon med orange tävlingsregistreringsskylt.
- fordon som permanent befinner sig på vissa öar utan fasta förbindelser med fastlandet[4].

En besiktning kan ge fyra olika utfall:
- Utan anmärkning; besiktningsteknikern har inte hittat något fel på bilen och den är godkänd för trafik under ett år framöver.
- Anmärkning 2x (eller villkorstvåa), fordonet behöver ej återkomma för efterkontroll; ett mindre fel har upptäckts, till exempel en trasig lampa, och föraren får en uppmaning att åtgärda felet snarast möjligt, men behöver inte återkomma för efterkontroll.
- Anmärkning 2 (tvåa); fordonet har ett sådant allvarligt fel eller brist att det måste komma in för efterkontroll inom 30 dagar, annars utfärdas körförbud. Inom de 60 första dagarna kan en efterkontoll utföras till ett nedsatt pris.
- Anmärkning med omedelbart körförbud; fordonet har en eller flera så allvarliga brister att det inte får framföras. Bilen måste bärgas från besiktningen till verkstad. Bogsering är förbjuden. När bilen är lagad får den endast framföras på kortast, lämpligast väg till besiktningsstationen. Om polisen stoppar den som kör med fordon som har körförbud och föraren uppger att han eller hon är på väg till en verkstad eller till bilbesiktning för efterkontroll, är det troligt att de ringer upp anläggningen i fråga för att kontrollera uppgiften.

Nya besiktningsregler från 20 maj 2018:
Med de nya reglerna innebär det att kommande kontrollbesiktning baseras på månaden då besiktningen senast utfördes.
Personbil och lastbil upp till 3500 kg i totalvikt ska besiktas första gången senast 36 månader efter att fordonets tagits i bruk första gången. Andra gången ska ske senast 24:e månaden efter föregående besiktning. Därefter ska fordonet besiktas senast 14 månader efter föregående besiktning.

### USA
- I USA bestämmer delstaterna över hur fordonen skall undersökas.